# Corona di San Luigi

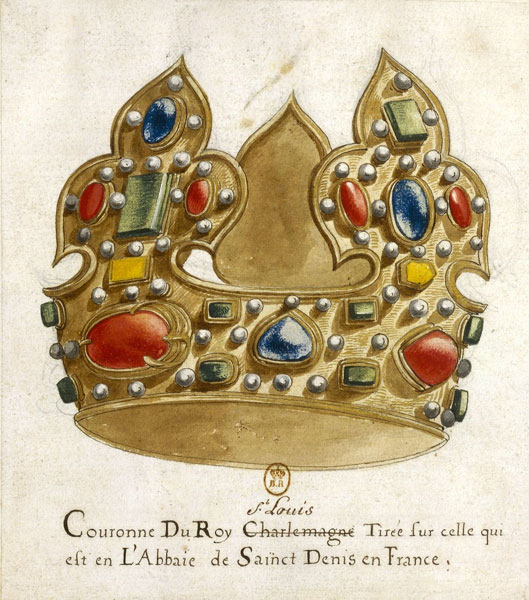
Corona di San Luigi.

La Sacra Corona conosciuta come corona di San Luigi era un'antica insegna reale francese utilizzata dal XIII al XVIII secolo. Conteneva una reliquia della Passione di Cristo e fu distrutta nel 1793 durante la Rivoluzione francese.

## Storia
Alla fine del XIII secolo, esisteva nel tesoro di Saint-Denis una corona d'oro gigliata e gemmata, già riparata: su almeno metà della sua circonferenza era rivestita internamente da una placca metallica. Si suppone che sia stata creata nell'XI secolo per ospitare un'importante reliquia.
Nel Medioevo questa corona reliquiario veniva chiamata corona sacra o corona di spine, successivamente divenne nota come corona di San Luigi. Fu utilizzata per l'incoronazione di Giovanni II e per quella di Anna di Bretagna.
Questa corona veniva portata in processione quando si celebrava il necrologio o la messa solenne di un re. Deposta presso l'altare dei Santi Martiri insieme ad altre reliquie (San Chiodo, braccio di San Simeone), la corona fu poi depositata sotto l'Ancien Régime in uno scrigno del tesoro. Questa corona era rappresentata in due dipinti: La Messa di Saint Gilles e La Vergine della Famiglia Vic.

## Descrizione
Si diceva che questa corona reale ospitasse una spina della corona di Gesù Cristo e costituisse, insieme al Santo Chiodo, uno dei pezzi principali del tesoro della chiesa. La spina era posta sotto un enorme cabochon che veniva chiamato rubino, ma che era uno spinello di 278 carati metrici. Secondo Sugerio, questa spina era un dono di Luigi VI alla chiesa di Saint-Denis proveniente da sua nonna Anna di Kiev. Lo smeraldo (estratto nelle miniere di Habachtal, in Austria) al centro del giglio centrale è oggi conservato al Museo nazionale di storia naturale di Parigi.
Danielle Gaborit-Chopin la descrive così: “Una corona circolare, tutta d'un pezzo, sormontata da quattro grandi gigli dalle estremità rigonfie. Sul cerchietto, quattro granati e quattro zaffiri alternati erano separati da una coppia di smeraldi; su ogni fiorellino, due granati, uno smeraldo e un topazio circondavano uno zaffiro, tranne che sul fiorellino principale dove era posta al centro una tavola rettangolare di smeraldi, le pietre erano incastonate in spesse cornici, circondate da una modanatura. Tra le pietre preziose erano sparse cento grandi perle, fissate all'estremità da un'asta verticale che le attraversava da parte a parte. Questa corona pesava 11 marchi di cui 4 per pietre, perle e argento dorato e fu distrutta dalla Convenzione nazionale.